# Operationally critical threat, asset, and vulnerability evaluation
Pour les articles homonymes, voir Octave.
La méthode OCTAVE (operationally critical threat, asset, and vulnerability evaluation, qu'on pourrait traduire par « évaluation des menaces, des actifs et des vulnérabilités opérationnellement critiques ») est une méthode d'analyse de risque.
Parue en 1999 en langue anglaise, elle ne fait pas référence à la norme ISO 17799.
La méthode comprend trois phases principales :
- Vue organisationnelle : création des profils de menaces sur les biens de l'entreprise ;
- Vue technique : identification des vulnérabilités d'infrastructure ;
- Développement de la stratégie : analyse de risques, mise en place des mesures de sécurité.